# بني دهمان (الحيمة الخارجية)

تعديل مصدري - تعديل

بني دهمان هي إحدى قرى عزلة بني سليمان بمديرية الحيمة الخارجية التابعة لمحافظة صنعاء، بلغ تعداد سكانها 435 نسمة حسب تعداد اليمن لعام 2004.